# Enozunimi Simeon
Enozunimi Simeon (ur. 8 lipca 1996) – nigeryjski zapaśnik walczący w stylu wolnym. Srebrny medalista igrzysk afrykańskich w 2023. Siódmy na mistrzostwach Afryki w 2024 roku. 